# Jessica Roberts
Jessica Anne Roberts (Carmarthen, 11 aprile 1999) è una ciclista su strada e pistard britannica che corre per il Team Coop-Hitec Products. Ha vinto un bronzo olimpico e un oro, due argenti e un bronzo mondiali.

## Palmarès

### Pista
- 2018

Campionati britannici, Inseguimento a squadre (con Abigail Dentus, Jenny Holl e Rebecca Raybould)
5ª prova Coppa del mondo 2018-2019, Inseguimento a squadre (Grenchen, Corsa a eliminazione
- 2019

Campionati britannici, Inseguimento a squadre (con Anna Docherty, Jenny Holl, Rebecca Raybould e Ellie Russell)
Giochi europei, Americana (con Megan Barker)
Campionati europei, Omnium Under-23
- 2023

Campionati britannici, Scratch
Coppa delle Nazioni Milton Inseguimento a squadre (con Neah Evans, Megan Barker, Katie Archibald e Josie Knight)
- 2024

Coppa delle Nazioni Milton Inseguimento a squadre (con Anna Morris, Megan Barker, Katie Archibald e Josie Knight)
Campionati del mondo, Inseguimento a squadre (con Josie Knight, Katie Archibald, Megan Barker e Anna Morris)

### Strada
- 2017 (Juniores)

Prologo Healthy Ageing Tour Junior (Leek)
3ª tappa Healthy Ageing Tour Junior (Stadskanaal > Stadskanaal)
- 2018 (Team Breeze, due vittorie)

Campionati britannici, Prova in linea Under-23
Campionati britannici, Prova in linea Elite
- 2019 (Team Breeze, due vittorie)

4ª tappa Tour de Bretagne Féminin (Saint-Gouéno > Loudéac)
5ª tappa Tour de Bretagne Féminin (Plouguin > Lannilis)

## Piazzamenti

### Competizioni mondiali
- Campionati del mondo su pista

Aigle 2016 - Corsa a punti Junior: 2ª
Aigle 2016 - Inseguimento a squadre Junior: 5ª
Aigle 2016 - Inseguimento individuale Junior: 12ª
Saint-Quentin-en-Yvelines 2022 - Scratch: 3ª
Glasgow 2023 - Inseguimento individuale: 10ª
Glasgow 2023 - Scratch: 11ª
Ballerup 2024 - Inseguimento a squadre: vincitrice
Ballerup 2024 - Omnium: 2ª
- Campionati del mondo

Bergen 2017 - In linea Junior: 42ª
- Giochi olimpici

Parigi 2024 - Inseguimento a squadre: 3ª

### Competizioni europee
- Campionati europei su pista

Montichiari 2016 - Inseguimento a squadre Junior: 3ª
Montichiari 2016 - Omnium Junior: 3ª
Anadia 2017 - Inseguimento a squadre Junior: 4ª
Anadia 2017 - Inseguimento individuale Junior: 10ª
Anadia 2017 - Corsa a punti Junior: 7ª
Aigle 2018 - Inseguimento individuale Under-23: 5ª
Aigle 2018 - Inseguimento a squadre Under-23: 2ª
Aigle 2018 - Corsa a punti Under-23: 6ª
Aigle 2018 - Americana Under-23: 2ª
Gand 2019 - Inseguimento a squadre Under-23: 5ª
Gand 2019 - Omnium Under-23: vincitrice
Gand 2019 - Americana Under-23: 5ª
Monaco di Baviera 2022 - Inseg. a squadre: 4ª
Monaco di Baviera 2022 - Scratch: 2ª
Apeldoorn 2024 - Inseguimento a squadre: 2ª
Apeldoorn 2024 - Corsa a eliminazione: 3ª
- Campionati europei su strada

Plumelec 2016 - Cronometro Junior: 4ª
Plumelec 2016 - In linea Junior: 11ª
Plouay 2020 - Cronometro Under-23: 11ª
Plouay 2020 - In linea Under-23: 40ª
- Giochi europei

Minsk 2019 - Inseguimento a squadre: 2ª
Minsk 2019 - Omnium: 4ª
Minsk 2019 - Americana: vincitrice